# Centaurea margaritacea
Centaurea margaritacea Ten., 1831  è una pianta erbacea, angiosperma dicotiledone, appartenente alla famiglia delle Asteraceae.

## Descrizione
Si presenta come una pianta biennale erbacea alta dai 40 ai 120 cm. Gli steli sono eretti, molto ramificati. Le foglie sono rade lungo il fusto e strette. I fiori sono disposti in capolini, avvolti da un involucro di brattee lunghe fino a 20 mm, dorate e provvisti di setole. I petali sono color crema, tubolari interni, quasi bianchi. I semi sono di colore marrone chiaro. Fiorisce tra giugno e luglio.

## Biologia
- Impollinazione: l'impollinazione avviene tramite insetti (impollinazione entomogama tramite farfalle diurne e notturne).
- Riproduzione: la fecondazione avviene fondamentalmente tramite l'impollinazione dei fiori (vedi sopra).
- Dispersione: i semi (gli acheni) cadendo a terra sono successivamente dispersi soprattutto da insetti tipo formiche (disseminazione mirmecoria). In questo tipo di piante avviene anche un altro tipo di dispersione: zoocoria. Infatti gli uncini delle brattee dell'involucro si agganciano ai peli degli animali di passaggio disperdendo così anche su lunghe distanze i semi della pianta.

## Distribuzione e habitat
Cresce in ambienti rupestri e su terreni sabbiosi delle pianure alluvionali. Questa pianta è nativa dell'Ucraina.

## Tassonomia
La famiglia di appartenenza di questa voce (Asteraceae o Compositae, nomen conservandum) probabilmente originaria del Sud America, è la più numerosa del mondo vegetale, comprende oltre 23.000 specie distribuite su 1.535 generi, oppure 22.750 specie e 1.530 generi secondo altre fonti (una delle checklist più aggiornata elenca fino a 1.679 generi). La famiglia attualmente (2021) è divisa in 16 sottofamiglie.
La tribù Cardueae (della sottofamiglia Carduoideae) a sua volta è suddivisa in 12 sottotribù (la sottotribù Centaureinae è una di queste).
Il genere Centaurea elenca oltre 700 specie distribuite in tutto il mondo, delle quali un centinaio sono presenti spontaneamente sul territorio italiano.

### Filogenesi
La classificazione della sottotribù rimane ancora problematica e piena di incertezze. Il genere di questa voce è inserito nel gruppo tassonomico informale Centaurea Group formato dal solo genere Centaurea. La posizione filogenetica di questo gruppo nell'ambito della sottotribù è definita come il "core" della sottotribù; ossia è stato l'ultimo gruppo a divergere intorno ai 10 milioni di anni fa.

### Sinonimi
Sono elencati alcuni sinonimi per questa entità:
- Centaurea concolor Lacaita
- Centaurea klokovii  Oppermann ex Klokov
- Centaurea leucolepis  DC.
- Centaurea splendens  L.
- Centaurea splendens var. feichtingeriana  (J.Wagen.) Gajic
- Jacea margaritacea  (Ten.) Soják
- Jacea splendens  (L.) Soják
- Phalolepis splendens  (L.) Cass.